# Токська сільська рада
То́кська сільська рада (рос. Токский сельский совет) — сільське поселення у складі Червоногвардійського району Оренбурзької області Росії.
Адміністративний центр — село Токське.

## Населення
Населення — 1290 осіб (2019; 1425 в 2010, 1718 у 2002).

## Склад
До складу сільської ради входять:
| Населений пункт            | Населення, осіб (2002) | Населення, осіб (2010) |
| -------------------------- | ---------------------- | ---------------------- |
| Долинськ, селище           | 516                    | 434                    |
| Комсомолець, селище        | 69                     | 16                     |
| Нижньоільясово, присілок   | 186                    | 151                    |
| Середньоільясово, присілок | 240                    | 173                    |
| Токське, село              | 707                    | 651                    |